# وفاء حسين (ممثلة عراقية)
وفاء حسين (15 آب 1975-)، ممثلة عراقية.

## مشوارها المهني
دخلت الفن عام 1988 وهي لا تزال في سن الثالثة عشرة بدعم من الفنان سامي قفطان حيث قدمت العديد من الأعمال المسرحية عينت موظفة في دائرة السينما والمسرح لكنها قدمت استقالتها. في عام 2003 إنتقلت للإقامة في سوريا بعد الحرب الأمريكية على العراق لكنها عادت لاحقاً للعراق في آب/أغسطس 2020 أعلنت إعتزالها الفن.

### إصابتها بورم سرطاني وشفائها
في عام 1999 شخصت بإصابتها بورم سرطاني موقعه فوق الغدة النخامية وسافرت للعلاج في الخارج وتم اسئصاله ليتبين بأنه ورم حميد.

### الحكم بسجنها وبراءتها
في تشرين الأول/أكتوبر 2008 أصدرت محكمة سورية قراراً بحقها حينما كانت تقيم في سوريا، بالسجن لمدة خمس سنوات لمشاركتها في جريمة قتل المخرج العراقي عدنان إبراهيم في دمشق عام 2007 بعد إعترافها بمشاركتها غير المباشرة في حادث قتله، حيث لعبت دور المراقب لتحركاته والتجسس عليه لصالح القتلة مقابل مبلغ وقدره ألف وخمسمائة دولار أمريكي
حُبست لمدة سنة وأربعة أشهر نتيجة شهادة زور من أحد الأشخاص ثم حُكم ببرائتها من هذه التهمة الموجهة لها فخرجت من السجن وأوضحت بأنها لم تكن تربطها به سوى علاقة احترام وعمل.[مبهم]

## أعمالها

### في التلفزيون
| سنة الإنتاج | اسم المسلسل          | الشخصية       |
| ----------- | -------------------- | ------------- |
| 2024        | ملاك                 | حنان          |
| 2023        | الخوات               | هند           |
| 2016        | غسل ولبس             | (أدوار عديدة) |
| 2012        | م.م                  | اميره         |
| 2010        | كناري - تمثيلية      |               |
| 2010        | نهر                  | (ليلى)        |
| 2006        | ثمنطعش               |               |
| 2006        | ميليشيا الحب         |               |
| 2002        | شارع أربعين          | هديل          |
| 1999        | السياب               |               |
| 1997        | حكايه من الزمن الصعب |               |
| 1995        | سواد الليل           |               |
| 1995        | الواهمون             | (وسن)         |
| 1995        | أمنيات النساء        |               |
| 1995        | دموع السهارى         |               |
| 1995        | مراحل السعادة        |               |
| 1994        | ليل السفينة          |               |
| 1993        | المسافر              |               |
| 1993        | ضيف الليل            |               |
| 1990        | الدفتر الأزرق        |               |
| 1990        | ذئاب الليل (ج1)      |               |
|             | التحدي - تمثيلية     |               |

### في المسرح
| سنة الإنتاج | المسرحية       | الشخصية |
| ----------- | -------------- | ------- |
| 2012        | خو ماكو شي     |         |
| 1999        | الخانم والطبال |         |
| 1994        | أطراف المدينة  |         |

### في السينما
| سنة الإنتاج | الفيلم          | الشخصية |
| ----------- | --------------- | ------- |
| 1993        | 100%            |         |
| 1989        | وجهان في الصورة |         |